# خطة إيلون للسلام
خطة إيلون للسلام (سابقاً أيضًا «الطريق الصحيح للسلام»؛ الآن «المبادرة الإسرائيلية») هي خطة لحل الصراع الفلسطيني الإسرائيلي من خلال مبادئ إعادة تأهيل اللاجئين الفلسطينيين، السيادة الإسرائيلية والتعاون الإستراتيجي مع الأردن.
اقترحت الخطة أصلاً في عام 2002 من قبل وزير السياحة الإسرائيلي آنذاك الحاخام بنيامين إيلون. وهي تدعو إلى ضم الضفة الغربية وغزة رسمياً إلى إسرائيل، وأن يصبح الفلسطينيين مواطنين في الأردن، التي سوف تصبح دولة فلسطينية، على أن يتم التفاوض على وضعهم النهائي. كما سيتم تفكيك المخيمات الفلسطينية وسوف يتم استيعاب اللاجئين الفلسطينيين بالكامل في البلدان المضيفة. اقترح إيلون وموليدت (حزب إيلون والداعم الرئيسي لهذه الخطة) أن «إسرائيل، والولايات المتحدة والمجتمع الدولي سيخصصون موارد لإتمام التبادل السكاني الذي بدأ عام 1948 وإعادة التأهيل الكامل للاجئين واستيعابهم وتجنيسهم في مختلف البلدان».
نظراً لأنها تتعلق بترحيل الفلسطينيين إلى هذه الدولة المعينة الافتراضية دون موافقتهم، وأن الأردن لم يكن متمحساً أبداً لتخصيص أراضيه من أجل دولة فلسطينية (بعد أن تنازل عن مطالبه في الضفة الغربية وسحب الجنسية عن الفلسطينيين الذين كانوا يعيشون هناك في عام 1988)، لذلك لم تكن هذه الفكرة في محلها من قبل أغلبية الإسرائيليين والفلسطينيين. واصل إيلون الدفع بخطته، بما في ذلك زيارة إلى الأردن عام 2004 لهذا الغرض، لكنه لم يتكمن من كسب تأييد كبير.
كان دعم الجمهور لإيلون وخطته غامضاً. وحصل الاتحاد الوطني على دعم 5.5% في الانتخابات التشريعية الإسرائيلية لعام 2003 (وارتفعت لتصل إلى 7.14% في انتخابات 2006 بعد اندماج الحزب مع الحزب الوطني الديني).
تغير المناخ السياسي في إسرائيل بعد حرب لبنان 2006 واستيلاء حماس على قطاع غزة أدى إلى استئناف ترويج إيلون لخطته في عام 2007 مع استكمال حملة إعلانية بمليون دولار، سميت «المبادرة الإسرائيلية – الطريق الصحيح إلى السلام».